# Sunday Bloody Sunday
〈Sunday Bloody Sunday〉는 아일랜드의 록 밴드 U2의 곡이다. 이 곡은 그들의 1983년 음반 《War》의 첫 곡이고, 1983년 3월 21일 독일과 네덜란드에서 이 음반의 세 번째 싱글로 발매되었다. 〈Sunday Bloody Sunday〉는 군국주의적 북소리, 거친 기타, 멜로디 화음으로 유명하다. U2의 가장 노골적인 정치 노래 중 하나인 이 곡의 가사는 북아일랜드 분쟁에 대한 관찰자가 느끼는 공포를 묘사하고 있는데, 주로 영국 군대가 어린이들과 무장하지 않은 시민권 운동가들이 총을 쏘고 살해한 데리의 피의 일요일 사건에 초점을 맞추고 있다. 동시에, 가사는 "There's many lost, but tell me who has won(많은 손실이 있지만 누가 이겼는지 말해라)."라는 문장에서 언급했듯이, 반응으로서 증오와 복수를 거부한다. 〈New Year's Day〉과 함께, 이 노래는 U2가 더 많은 청중을 받는 것을 도왔다. 이 음반의 발매는 비평가들로부터 일반적으로 호평을 받았다.
그 노래는 U2의 라이브 콘서트의 주요 부분으로 남아 있다. 초창기 공연 동안 이 노래는 논란을 일으켰다. 리드 싱어인 보노는 수년간 이 곡의 반종교적 폭력 메시지를 청중들에게 다시 말했다. 오늘날, 이 곡은 U2의 대표 곡 중 하나로 간주되며 이 밴드에서 가장 많이 연주되는 곡 중 하나이다. 비평가들은 이 노래를 최고의 정치 시위 노래들 중 하나로 평가하고 있으며, 이 곡은 12명이 넘는 아티스트들이 수록하고 있다. 이 곡은 《롤링 스톤》이 부른 272번째로 "역사상 가장 위대한 노래 500곡" 목록에 올랐다.

## 작곡 및 녹음
〈Sunday Bloody Sunday〉는 1982년 디 에지가 작곡한 기타 리프와 가사로부터 발전했다. 신혼부부 보노와 알리 휴슨이 자메이카에서 신혼여행을 하는 동안, 디 에지는 아일랜드에서 밴드의 다가오는 음반을 위한 음악 작업을 했다. 여자친구와의 언쟁과 자신의 작곡 능력에 대한 의심이 들었던 시기 이후, 디 에지는 "우울함을 느끼고, 그의 두려움과 좌절과 자기혐오를 음악으로 바꾸었다." 이 초기 초안은 아직 제목이나 합창 멜로디가 없었지만, 구조적인 윤곽과 주제를 포함하고 있었다. 보노가 가사를 고쳐 쓴 후, 밴드는 더블린의 윈드밀 레인 스튜디오에서 이 노래를 녹음했다. 세션 동안 프로듀서 스티브 릴리와이트는 클릭 트랙을 사용하는 데 드러머 래리 멀린 주니어를 격려하였으나 멀린은 단호하게 그 생각에 반대하였다. 클릭 트랙을 종교적으로 사용한 드러머인 슬라이 앤 더 패밀리 스톤의 앤디 뉴마크와 우연한 만남은 멀린의 마음을 바꾸었다. 오프닝 드럼 패턴은 곧 곡의 후크로 발전했다. 어느 날 아침 버스 정류장에서 현지 바이올리니스트 스티브 윅햄이 디 에지에게 다가와 U2의 다음 음반에 바이올린이 필요한지 물었다. 스튜디오에서 반나절 동안만, 윅햄의 일렉트릭 바이올린은 이 곡의 마지막 기악곡이 되었다.
가사의 직접적인 동기는 뉴욕의 임시 IRA 지지자들과의 만남이었다. 홍보책으로 U2의 매니저 폴 맥기네스는 밴드가 1982년 성 패트릭의 날 퍼레이드에 출연하도록 주선했다. 그러나, 그는 후에 IRA 단식투쟁가로, 작년에 굶어죽은 바비 샌즈가 퍼레이드의 명예보안관이 될 가능성이 있다는 것을 알게 되었다. IRA의 전술이 북아일랜드의 전투를 연장시키고 있다고 느낀 맥기네스와 밴드 멤버들은 퍼레이드에서 철수하기로 결정했다. 맥기네스는 뉴욕 바에서 퍼레이드 주최자 중 한 명을 만나 취소 조치를 주선했고, 결국 IRA에 대한 열띤 토론으로 끝났다. 맥기네스는 "그는 계속 나에게 목소리를 낮추라고 말했다. 그곳은 뉴욕 경찰들로 가득했고 그는 내가 우리를 죽일 것이라고 생각했다"고 말했다.

## 반응
U2는 〈Sunday Bloody Sunday〉의 가사가 종파주의로 잘못 해석되어 위험에 처할 수 있다는 것을 알고 있었다. 디 에지의 원래 가사 중 일부는 폭력적인 반군에 반대하는 목소리를 분명히 냈지만, 그룹을 보호하기 위해 생략되었다. 이 가사가 없어도, 일부 청취자들은 여전히 이 노래가 반란군 노래라고 여겼으며, 심지어 이 노래가 가사가 가리키는 두 개의 피의 일요일 사건을 미화하는 노래라고 여겼다.
상업적으로, 이 싱글은 네덜란드에서 가장 큰 영향을 끼쳤고, 네덜란드에서 국가 차트에서 3위에 올랐다. 미국에서 이 곡은 음반 지향적인 록 라디오 방송으로 상당한 인기를 얻었고, 이전의 〈New Year's Day〉와 함께 U2를 주류 미국 록 청중들에게 노출시키는 데 도움을 주었다.
동시에 이 곡에 대한 비판적인 반응은 긍정적이었다. 아일랜드 잡지 《핫 프레스》에서 리암 맥키는 〈Sunday Bloody Sunday〉를 "와이드 스크린 뷰에서 강력한 리프와 기관총 드럼이 바이올린을 건너뛰어 교차한다"고 썼다. 데니스 설리번은 올뮤직을 위해 멀린의 오프닝 드럼 작품이 "이 곡의 용서받지 않는, 죄수가 없는 느낌은 물론 음반의 나머지 부분에서도 음색을 설정하는 데 도움이 된다"고 평했다.

## 포맷 및 곡 목록
〈Sunday Bloody Sunday〉는 U2의 음반 《War》를 지원하기 위해 유럽 전역에서 상업적으로 발매되었다. 커버 아트는 일본 발매를 제외하고 〈Two Hearts Beat as One〉과 동일하다. 싱글 〈Endless Deep〉의 B-사이드는 베이시스트 애덤 클레이턴이 노래하는 몇 안 되는 U2 곡들 중 하나이다.
| #  | 제목                     | 재생 시간 |
| -- | ------------------------ | --------- |
| 1. | 〈Sunday Bloody Sunday〉 | 4:34      |
| 2. | 〈Endless Deep〉         | 2:58      |

| #  | 제목                                 | 재생 시간 |
| -- | ------------------------------------ | --------- |
| 1. | 〈Sunday Bloody Sunday〉             | 4:34      |
| 2. | 〈Two Hearts Beat as One〉 (7" edit) | 3:52      |

| #  | 제목                     | 재생 시간 |
| -- | ------------------------ | --------- |
| 1. | 〈Sunday Bloody Sunday〉 | 4:34      |
| 2. | 〈Red Light〉            | 4:03      |

| #  | 제목                                    | 재생 시간 |
| -- | --------------------------------------- | --------- |
| 1. | 〈Sunday Bloody Sunday〉                | 4:34      |
| 2. | 〈Two Hearts Beat as One〉 (U.S. remix) | 5:40      |
| 3. | 〈New Year's Day〉 (U.S. remix)         | 4:30      |

## 참여 인원
- 보노 - 리드 보컬
- 디 에지 - 기타, 백 보컬
- 애덤 클레이턴 - 베이스 기타
- 래리 멀런 주니어 - 드럼
- 스티브 윅햄 - 일렉트릭 바이올린

## 인증
| 국가                                                            | 인증 | 판매량/출하량 |
| --------------------------------------------------------------- | ---- | ------------- |
| 이탈리아 (FIMI) sales since 2009                                | 골드 | 25,000        |
| 네덜란드 (NVPI)                                                 | 골드 | 100,000^      |
| 영국 (BPI) sales since 2004                                     | 실버 | 200,000       |
| ^출하량을 기반으로 한 인증 · 판매량+스트리밍을 기반으로 한 인증 |      |               |